# Габала (футбольний клуб)
«Габала» (азерб. "Qəbələ" Peşəkar Futbol Klubu) — азербайджанський футбольний клуб з міста Ґебеле, заснований 1995 року. Виступає в Прем'єр-лізі чемпіонату Азербайджану.

## Історія
Заснований 2005 року і в першому ж сезоні виграв перший дивізіон, вийшовши до еліти. Після цього тренером команди став Раміз Мамедов, під керівництвом якого клуб провів чотири сезони.
10 травня 2010 року колишній відомий англійський футболіст Тоні Адамс був призначений новим тренером команди і у своєму першому сезоні в «Габалі» закінчив в 7-му місці. В листопаді 2011 року Адамс подав у відставку з посади у зв'язку із сімейними проблемами.

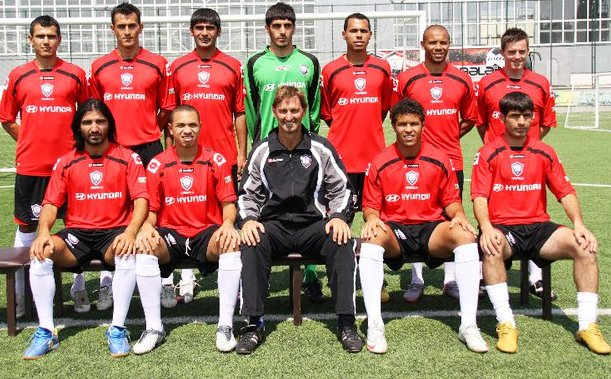
Команда у 2010 році після приходу на посаду головного тренера Тоні Адамса

Надалі командою керували турок Фатіх Кавлак, азербайджанець Раміз Мамедов та іспанець Луїс Арагон, проте клуб не міг досягти задовільного місця в лізі і перебував в середині таблиці протягом кількох років.
29 травня 2013 року новим головним тренером був призначений росіянин Юрій Сьомін. У першому ж році під його керівництвом клуб зайняв третє місце і вперше в своїй історії вийшов у єврокубки, а також дійшов до фіналу національного кубку, де програв «Нефтчі» по пенальті.
Улітку 2014 року російський фахівець повернувся на батьківщину, а у його наступника румуна Дорінела Мунтяну справи пішли невдало — клуб вилетів в першому ж раунді Ліги Європи, а також опустилась в середину турнірної таблиці чемпіонату. Через це в кінці року Мунтяну був звільнений з посади.
21 грудня 2014 року новим головним тренером команди став українець Роман Григорчук, який залучив до роботи і свій тренерський штаб, до якого увійшли українські тренери Михайло Савка, Степан Матвіїв, Анатолій Коротя та Андрій Глущенко. Крім того, в команду перейшли і деякі його колишні підопічні по «Чорноморцю», зокрема Олексій Гай, Руслан Фомін та Дмитро Безотосний. Пізніше до команди приєднались футболісти українського походження Андрій Попович та Павло Пашаєв. Після фіналу Кубка Азербайджану 28 травня 2018 року оголошено про непродовження контракту між Григорчуком і «Габалою».. Команду очолив Санан Гурбанов.

## Керівництво клубу
- Президент клубу — Талех Гейдаров
- Віце-президент — Фаріз Наджафов
- Виконавчий директор — Заур Азізов

## Тренерський склад
- Головний тренер —  Ельмар Бахшиєв
- Тренер-методист —  Анатолій Коротя
- Тренер з фізпідготовки —  Рубен Хорнбергер

## Досягнення
Чемпіонат Азербайджану:
- Срібний призер (2): 2016—2017, 2017—2018
- Бронзовий призер (3): 2013—2014, 2014—2015, 2015—2016

Кубок Азербайджану:
- Володар (2): 2019, 2023
- Фіналіст (2): 2014, 2017

## Участь в єврокубках
| Турнір           | М  | В  | Н | П  | ГЗ | ГП |
| ---------------- | -- | -- | - | -- | -- | -- |
| Ліга Європи УЄФА | 36 | 10 | 7 | 19 | 36 | 50 |
| Всього           | 36 | 10 | 7 | 19 | 36 | 50 |

Останнє оновлення: 19 травня 2019

### Матчі
| Сезон   | Турнір           | Раунд   | Клуб                 | Вдома | Виїзд | Результат |
| ------- | ---------------- | ------- | -------------------- | ----- | ----- | --------- |
| 2014–15 | Ліга Європи УЄФА | 1Q      | Широкі Брієг         | 0–2   | 0–3   | 0–5       |
| 2015–16 | Ліга Європи УЄФА | 1Q      | Динамо (Тбілісі)     | 2–0   | 1–2   | 3–2       |
| 2015–16 | Ліга Європи УЄФА | 2Q      | Чукарички            | 2–0   | 0–1   | 2–1       |
| 2015–16 | Ліга Європи УЄФА | 3Q      | Аполлон (Лімасол)    | 1–0   | 1–1   | 2–1       |
| 2015–16 | Ліга Європи УЄФА | РП      | Панатінаїкос         | 0–0   | 2–2   | 2–2 (ч)   |
| 2015–16 | Ліга Європи УЄФА | Група C | Боруссія (Дортмунд)  | 1–3   | 0–4   | 4-е       |
| 2015–16 | Ліга Європи УЄФА | Група C | ПАОК                 | 0–0   | 0–0   | 4-е       |
| 2015–16 | Ліга Європи УЄФА | Група C | Краснодар            | 0–3   | 1–2   | 4-е       |
| 2016–17 | Ліга Європи УЄФА | 1Q      | Самтредія            | 5–1   | 1–2   | 6–3       |
| 2016–17 | Ліга Європи УЄФА | 2Q      | МТК (Будапешт)       | 2–0   | 2–1   | 4–1       |
| 2016–17 | Ліга Європи УЄФА | 3Q      | Лілль                | 1–0   | 1–1   | 2–1       |
| 2016–17 | Ліга Європи УЄФА | РП      | Марибор              | 3–1   | 0–1   | 3–2       |
| 2016–17 | Ліга Європи УЄФА | Група C | Андерлехт            | 1–3   | 1–3   | 4-е       |
| 2016–17 | Ліга Європи УЄФА | Група C | Сент-Етьєн           | 1–2   | 0–1   | 4-е       |
| 2016–17 | Ліга Європи УЄФА | Група C | Майнц 05             | 2–3   | 0–2   | 4-е       |
| 2017–18 | Ліга Європи УЄФА | 2Q      | Ягеллонія (Білосток) | 1–1   | 2–0   | 3–1       |
| 2017–18 | Ліга Європи УЄФА | 3Q      | Панатінаїкос         | 1–2   | 0–1   | 1–3       |
| 2018–19 | Ліга Європи УЄФА | 1Q      | Прогрес              | 0–2   | 1–0   | 1–2       |

Примітки
- 1Q: Перший кваліфікаційний раунд
- 2Q: Другий кваліфікаційний раунд
- 3Q: Третій кваліфікаційний раунд
- РП: Раунд плей-оф
- Група: Груповий етап

## Тренери команди

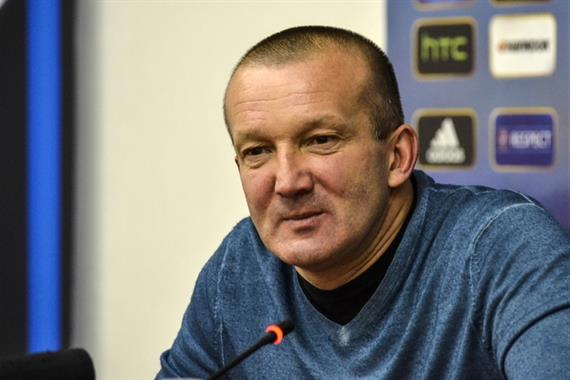
Роман Григорчук — головний тренер команди у 2014—2018 роках

- Фаїг Джаббаров (2005–2006)
- Раміз Мамедов (2006–2010)
- Тоні Адамс (2010–2011)
- Фатіх Кавлак (2011–2012)
- Раміз Мамедов (2012–2013)
- Луїс Арагон (в.о., 2013)
- Юрій Сьомін (2013–2014)
- Дорінел Мунтяну (2014)
- Санан Гурбанов (в.о., 2014)
- Роман Григорчук (2014—2018)
- Санан Гурбанов (2018—2019)
- Ельмар Бахшиєв (в.о., 2019), (з 2020)